# لیگ ملت‌های والیبال زنان
لیگ والیبال ملت‌های زنان یک تورنمنت بین‌المللی والیبال است که توسط فدراسیون بین‌المللی والیبال اف‌آی‌وی‌بی برای تیم‌های ملی بزرگسالان والیبال جهان برگزار می‌شود. ایجاد لیگ ملت‌ها به عنوان یک پروژه مشترک بین اف‌آی‌وی‌بی و آی‌ام‌جی و ۲۱ فدراسیون ملی در ۱۴ اکتبر ۲۰۱۷ اعلام شد.
لیگ ملت‌ها جایگزین گراندپری جهان شد که به عنوان یک رویداد بین‌المللی سالانه بین سال‌های ۱۹۹۳ تا ۲۰۱۷ برگزار می‌شد. مسابقات مربوط به تیم های ملی مردان نیز لیگ ملت‌های والیبال مردان نام دارد که جایگزین مسابقات لیگ جهانی شد.

## میزبان
لیست میزبان‌ها بر اساس تعداد میزبانی در فینال.
| تعداد میزبانی | میزبان              | سال‌ها      |
| ------------- | ------------------- | ---------- |
| ۲             | چین                 | ۲۰۱۸، ۲۰۱۹ |
| ۱             | ایتالیا             | ۲۰۲۱       |
| ۱             | ترکیه               | ۲۰۲۲       |
| ۱             | ایالات متحده آمریکا | ۲۰۲۳       |
| ۱             | تایلند              | ۲۰۲۴       |
| ۱             | لهستان              | ۲۰۲۵       |

## تیم‌های برتر ادوار
| ۲۰۱۸ | نانجینگ   | · ایالات متحده آمریکا | ۳–۲ | · ترکیه | · چین     | ۳–۰ | · برزیل |
| ۲۰۱۹ | نانجینگ   | · ایالات متحده آمریکا | ۳–۲ | · برزیل | · چین     | ۳–۱ | · ترکیه |
| ۲۰۲۱ | ریمینی    | · ایالات متحده آمریکا | ٣–۱ | · برزیل | · ترکیه   | ٣–٠ | · ژاپن  |
| ۲۰۲۲ | آنکارا    | · ایتالیا             | ۳–۰ | · برزیل | · صربستان | ۳–۰ | · ترکیه |
| ۲۰۲۳ | آرلینگتون | · ترکیه               | ۳–۱ | · چین   | · لهستان  | ۳–۲ | امریکا  |
| ۲۰۲۴ | بانکوک    | · ایتالیا             | ۳–۱ | · ژاپن  | · لهستان  | ۳–۲ | · برزیل |
| ۲۰۲۵ | لودز      | · ایتالیا             | ۳–۱ | · برزیل | · لهستان  | ۳–۱ | · ژاپن  |

## خلاصه مدال‌ها
| رتبه           | کشور                | طلا | نقره | برنز | مجموع |
| -------------- | ------------------- | --- | ---- | ---- | ----- |
| ۱              | ایتالیا             | ۳   | ۰    | ۰    | ۳     |
| ۱              | ایالات متحده آمریکا | ۳   | ۰    | ۰    | ۳     |
| ۳              | ترکیه               | ۱   | ۱    | ۱    | ۳     |
| ۴              | برزیل               | ۰   | ۴    | ۰    | ۴     |
| ۵              | چین                 | ۰   | ۱    | ۲    | ۳     |
| ۶              | ژاپن                | ۰   | ۱    | ۰    | ۱     |
| ۷              | لهستان              | ۰   | ۰    | ۳    | ۳     |
| ۸              | صربستان             | ۰   | ۰    | ۱    | ۱     |
| مجموع (۸ کشور) | مجموع (۸ کشور)      | ۷   | ۷    | ۷    | ۲۱    |